# Alisha Edwards
Alisha Maher (de soltera Inacio; nacida el 7 de enero de 1987)  es una luchadora profesional estadounidense quien actualmente trabaja con Impact Wrestling bajo el nombre de Alisha Edwards.

## Carrera

### New England Championship Wrestling / World Women's Wrestling (2006–2013)
Edwards debutó en mayo de 2006, en una exhibición conjunta del New England Championship Wrestling (NECW) y World Women's Wrestling (WWW) el 7 de mayo, derrotando a Mia Love. Durante las siguientes semanas, perdió contra Tanya Lee, pero derrotó a Della Morte. Sin embargo, esta victoria resultó ser la última en 2006, ya que perdió ante Tanya Lee, Kacee Carlisle por descalificación, Portia Pérez y Alicia. El 27 de enero de 2007, en el programa SnowBrawl de NECW , desafió a Tanya Lee por el Campeonato Mundial de Lucha Libre, pero no tuvo éxito. Ella rompió su racha de derrotas en el show de NECW/WWW, Pick you Poison , el 25 de febrero, cuando derrotó a Portia Pérez. En el espectáculo espectacular del primer aniversario deNECW / WWW el 25 de marzo, Edwards derrotó a la señora Belmont, quien estuvo acompañada por Della Morte. Después del combate, Morte atacó a Edwards e intentó quemarla con un rizador, pero Ariel la salvó.

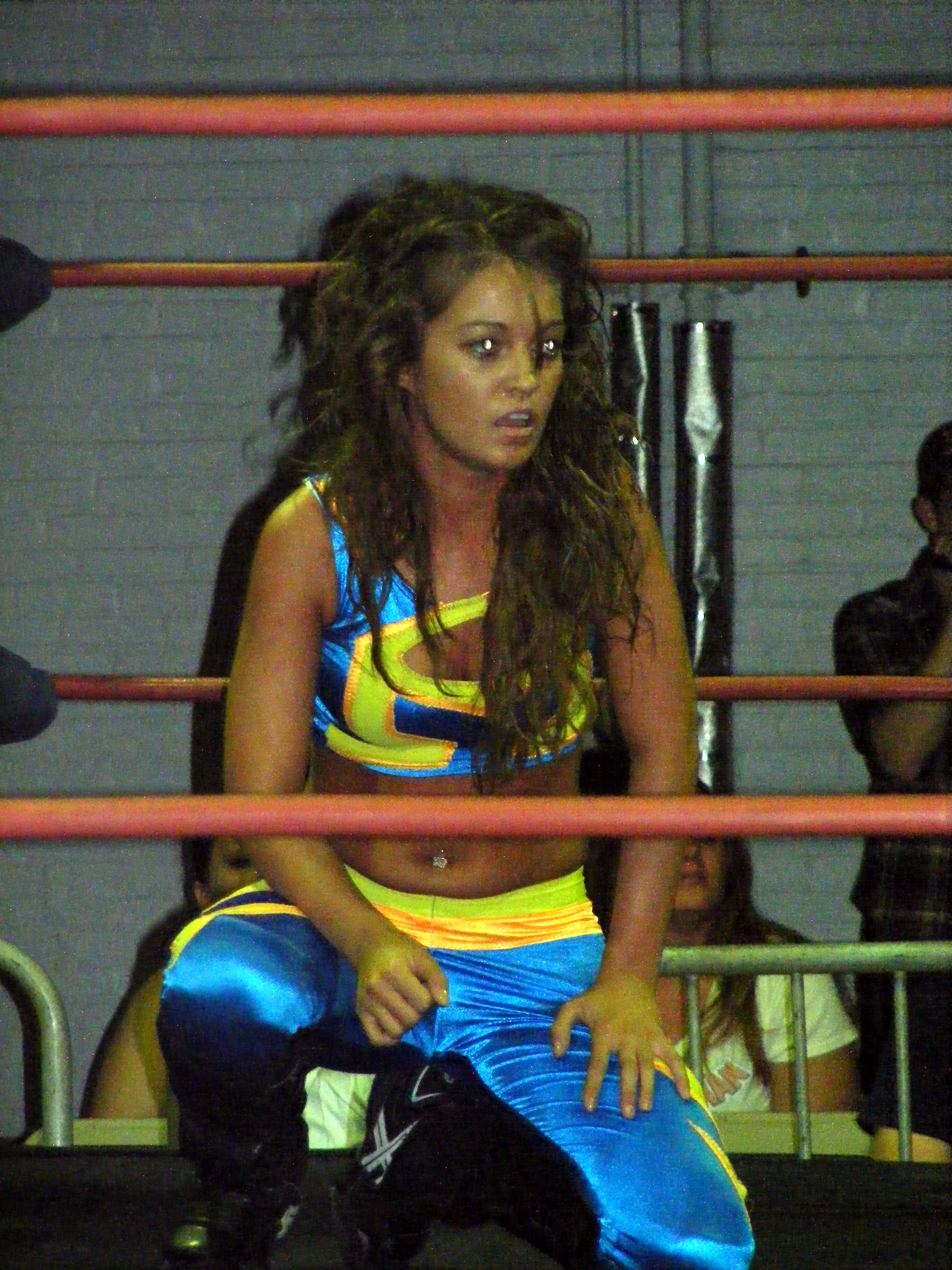
Edwards en un show de New England Championship Wrestling en 2009.

Edwards luego comenzó a competir por el Campeonato Mundial de Lucha Femenina, derrotando al campeonato Tanya Lee en dos ocasiones separadas en partidos sin título.Cuando tuvo la oportunidad de ganar el campeonato en el evento de Doble Intensidad, sin embargo, no tuvoEl 12 de agosto, Edwards compitió en dos partidos en un show de NECW / WWW. En la primera, perdió ante Tanya Lee por descalificación en una lucha individual. En el segundo, sin embargo, ganó el campeonato en un ''Fatal 4-Way Match'', derrotando a Tanya Lee, Natalia y Jana el 12 de agosto de 2007. Ella defendió con éxito el campeonato contra Tanya Lee, Ariel, Mistress Belmont y Sammi Ella perdió el campeonato ante Ariel el 9 de marzo de 2009, después de haberlo mantenido durante un año y medio. Ella defendió con éxito el campeonato contra Tanya Lee, Ariel, Mistress Belmont y Sammi Lane. Ella recuperó el título de Ariel después de derrotar a las 10 mejores estrellas WWW primero para obtener la oportunidad por el título. Lo perdió ante la señora Belmont, quien lo perdió ante Edwards el 8 de agosto de 2010 en un combate de jaula de acero.

### Chaotic Wrestling (2007–2011)
Edwards comenzó a competir en Chaotic Wrestling en marzo de 2007, perdiendo luchas ante Tanya Lee durante marzo y abril. Después de un partido contra Danny E. el 18 de mayo, Edwards se convirtió en el tercer miembro de The Blowout Boys junto con Danny E. y Tommy T., y ganó el apodo de "Double X Diva". Sus luchas más memorables fueron enfrentamientos con Nikki Roxx.
Los Blowout Boys se separaron brevemente en septiembre de 2008, y Edwards se quedó con Danny mientras Tommy contrató a su novia, Adriana, como su nueva gerente. El 7 de noviembre en Night of Chaos , Edwards derrotó a Adriana en una lucha donde los Blowout Boys estaban esposados juntos en el ringside. El 5 de diciembre, Edwards cambió su nombre de pila a Alexxis en el evento donde Tommy se volvió contra Adriana y se reunió con Edwards y Danny E. El primer partido de los Blowout Boys desde que se reunieron fue el 6 de febrero de 2009 en Cold Fury 8: Infinite Possibilities , cuando derrotaron a Fred Sampson y Psycho.

### Total Nonstop Acción Wrestling (2008, 2015)
Edwards apareció inicialmente en Total Nonstop Action Wrestling en 2008 el 17 de septiembre, bajo el nombre de Mercedes Steele. Edwards enfrentó a Awesome Kong en un esfuerzo perdido..
Edwards apareció en las grabaciones del tercer Knockdown PPV de TNA el 15 de febrero de 2015 (emitido el 1 de julio de 2015), bajo su nombre real y fue derrotada por Madison Rayne.

### Women Superstars Uncensored (2010–2013)
Inacio hizo su debut con Women Superstars Uncensored (WSU) el 6 de marzo de 2010 bajo el nombre de Lexxus, formando equipo con Amber contra Tina San Antonio y Marti Belle, en un esfuerzo por ganar. Más tarde cambiaron el nombre del equipo a The Boston Shore . Ella estaba en el equipo ganador el 26 de junio de 2010 en una lucha de ocho mujeres, derrotando a Jennifer Cruz, Monique y The Killer Babes..

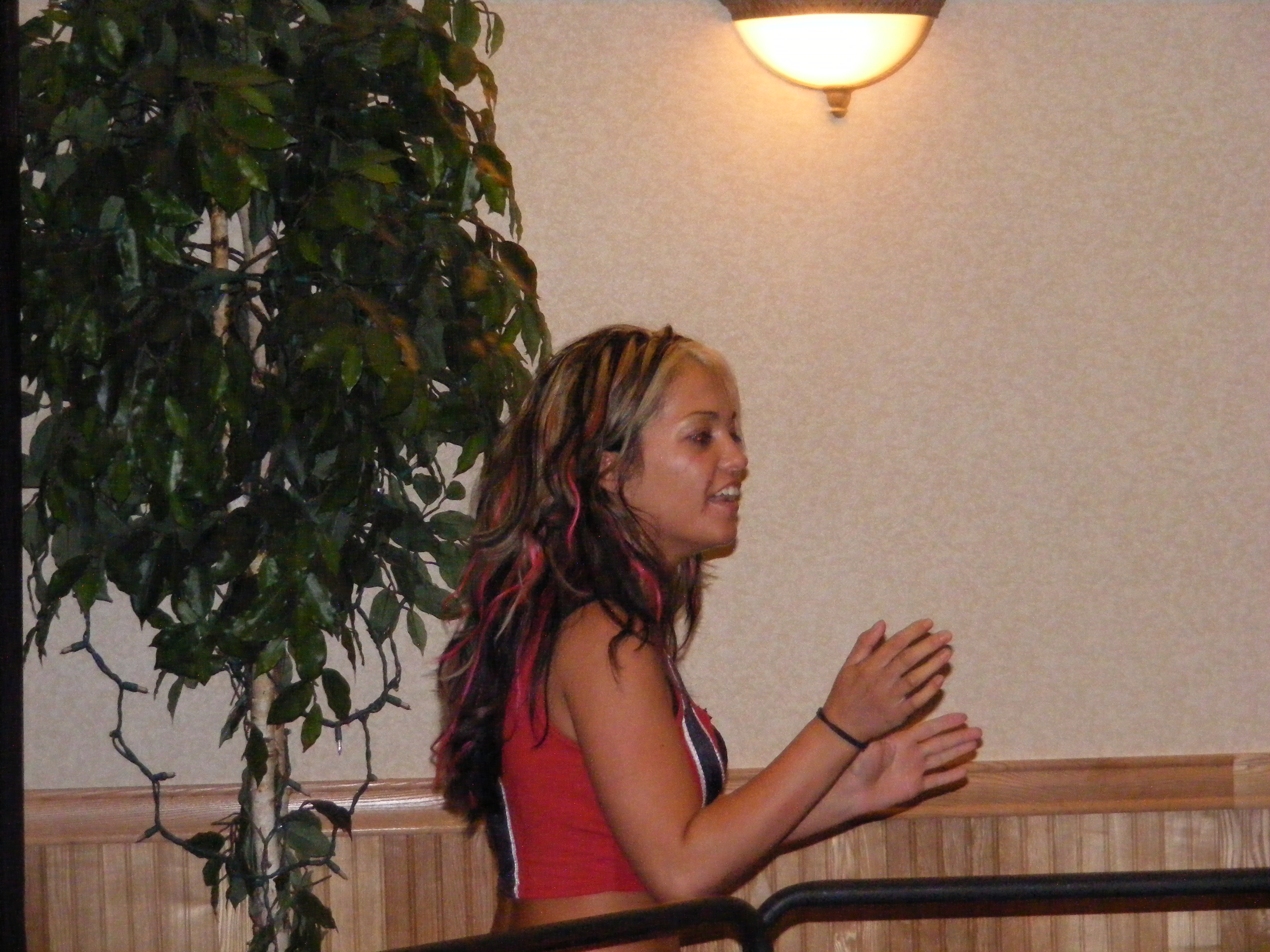
Alexxus en 2010

El 27 de mayo de 2011, en un evento de PWS en Queens, Nueva York , The Boston Shore derrotó a The Belle Saints para ganar el Campeonato WSU Tag Teampor primera vez debido a la falta de comunicación entre The Belle Saints y Jazz. El 25 de junio de 2011 en The Uncensored Rumble , The Boston Shore hizo su primera defensa del título contra The Belle Saints en una revancha, en la que The Boston Shore salió victorioso debido a la distracción de Amber.. Sin embargo, más tarde en la noche, Lexxus se unió al cuarto partido anual de Rumens sin censura en el # 1, y eliminó a Serena por última vez para ganar el combate.

### Impact Wrestling (2017–presente)
El 9 de febrero de 2017 en Impact Wrestling, Alisha regresó como face, observando a su esposo en la multitud donde Davey Richards sacó al árbitro del ring y le costó a su esposo su lucha contra Lashley. Alisha intentó ayudar a su esposo, solo para ser atacada por el regreso de Angelina Love. Después del combate, Alisha y Edwards fueron atacados por Love y Richards. En el evento de Slammiversary, Alisha Edwards hizo equipo con su marido Eddie Edwards contra Davey Richards y Angelina Love en el primer partido de Mixed Tag Team Fullmetal Mayhem el 2 de julio de 2017 en un esfuerzo ganador. Esta fue la lucha lucha de Love con TNA, ahora conocida como GFW, antes de abandonar la compañía, lo que puso fin a su feudo entre las parejas.
En Redemption, Eddie Edwards golpeó accidentalmente a Alisha con un palo de kendo mientras peleaba con Sami cambio de comportamiento de Eddie comenzó una pelea con Tommy Dreamer Después de que Eddie vencido Dreamer en Slammiversary XVI y terminó su pelea, Alisha y Dreamer dejaron a Eddie solo en el ring, después de que hizo las paces con Dreamer.
En Bound For Glory, participó en el Call Your Shot Gauntlet Match, entrando de #11, sin embargo fue eliminada por Brian Myers.
En Hard To Kill, reemplazando a Rachael Ellering, se enfrentó a Lady Frost, Tasha Steelz, Chelsea Green, Jordynne Grace y a Rosemary en la primera Knockouts Ultimate X Match por una oportunidad por el Campeonato de Knockouts de Impact, sin embargo perdió.

## Vida personal
Inacio está casada con el luchador profesional Eddie Edwards.

## En lucha
- Movimientos finales
  - Guillotine drop
  - Alisha DDT (Inverted DDT)
  - Reverse STO – Impact Wrestling

- Movimientos en firma
  - Camel clutch[27]
  - Fisherman suplex
  - Front dropkick
  - One-handed bulldog[27]
  - Roll-up[27]
  - Forearm smash to the head or mouth of an opponent
  - Running hip attack transitioned into a booty pop, with theatrics
  - Seated senton[27]
  - Spear
  - Tilt-a-whirl headscissors sometimes into a bulldog

- Con Eddie Edwards
  - Doble movimiento en firma
    - Powerbomb (Eddie powerbombs Alisha onto opponent)[35]

- Luchadores manejados
  - The Blowout Boys
  - Danny E.
  - Scotty Slade[36]
  - Eddie Edwards

- Apodos
  - "The Double X Diva"

- Temas de entrada
  - "Screaming in Silence" de Dale Oliver[37] (Impact Wrestling; 14 de abril de 2017 – presente)

## Campeonatos y logros
- Chaotic Wrestling
  - Chaotic Wrestling Women's Championship (3 veces)

- Impact/Total Nonstop Action Wrestling
  - TNA Knockouts World Tag Team Championship (1 vez) – con Masha Slamovich
  - Turkey Bowl (2018) – con KM, Fallah Bahh, Kikutaro, y Dezmond Xavier

- World Women's Wrestling
  - World Women's Wrestling Championship (4 veces)

- Women Superstars Uncensored
  - WSU Tag Team Championship (1 vez) – con Amber

- Pro Wrestling Illustrated
  - Situada en el Nº46 en el PWI Female 50 en 2012.